# Maoricardium mansitii
Maoricardium mansitii is een tweekleppigensoort uit de familie van de Cardiidae. De wetenschappelijke naam van de soort is voor het eerst geldig gepubliceerd in 1937 door Otuka.